# Better Days (album)
Better Days – drugi smoothjazzowy album saksofonisty, Marcina Nowakowskiego, wyprodukowany przez Jeffa Lorbera. Wydany w 2009 roku przez Smooth Jazz Records. Album uzyskał status platynowej płyty.

## Lista utworów
1. „Wake up!” – 5:07
2. „I Love Your Smile” – 4:19
3. „Let's Do It” – 4:37
4. „Huggy Bear” – 4:46
5. „Sensual” – 3:22
6. „Feelin' Good” – 4:13
7. „Waiting For You” – 4:17
8. „Tonight Is the Night” – 4:13
9. „After Hours” – 4:33
10. „Better Days Ahead” – 4:38

## Wykonawcy
- Marcin Nowakowski – saksofony, flet[1], producent wykonawczy
- Jeff Lorber – instrumenty klawiszowe, gitary, producent muzyczny, realizator nagrań
- Wojciech Olszak – instrumenty klawiszowe, programowanie perkusji
- Dave Weckl – perkusja
- Paul Jackson Jr. – gitary
- Lenny Castro – instrumenty perkusyjne
- Tony Moore – perkusja, instrumenty perkusyjne
- Alex Al – gitara basowa
- Jeff Pescetto – wokal
- Michael Landau – gitary
- Chelsea Nicole – wokal
- Mr X – gitary
- Paul Brown – miks
- Chris Bellman – mastering[3]

### Współpracownicy
- Dorota Witt – koordynacja i product manager[4]
- Tomasz Lewandowski – fotografie
- Monika Grzeszczyk – stylista
- Katarzyna Mrożewska – projekt okładki

## Trasa koncertowa
Trasa koncertowa promująca album obejmowała większe miasta w Polsce. Brali w niej udział tacy muzycy jak:
- Przemysław Maciołek – gitara
- Piotr Wrombel – instrumenty klawiszowe
- Kamil Barański – instrumenty klawiszowe
- Tomasz Kałwak – instrumenty klawiszowe
- Piotr Żaczek – gitara basowa
- Piotr Mazurek – gitara basowa
- Robert Luty – perkusja
- Grzegorz Kuligowski – perkusja
- Artur Lipiński – perkusja
- Magda Ptaszyńska – chórki
- Maciej Starnawski – chórki

### Współpracownicy
- Dorota Witt – management i koordynacja
- Łukasz Błasiński – realizacja dźwięku
- Arkadiusz Wielgosik – realizacja dźwięku

25 listopada 2009 w warszawskim klubie Capitol, odbył się koncert z okazji wręczenia złotej płyty. Wystąpił na nim również producent albumu, Jeff Lorber.